# Sågmyra (station)
Sågmyra är en före detta trafikplats på Falun-Rättvik-Mora Järnväg. Sågmyra station är belägen cirka 23 kilometer norr om centralstationen i Falun och hade signaturen Såm. Den hade stationshus och hade persontågsuppehåll fram till 1965. Stationen hade stickspår till Falu yllefabrik – sedermera Tidstrands yllefabrik. All trafik lades ner 1965 och spåren mellan Grycksbo och Rättvik revs upp 1966.
Från 1889 var stationen öppen för trafik från Falun C och från 1890 öppnades trafiken mot Rättvik.Stationshuset byggdes cirka 1889 och utvidgades cirka 1914.

## Ritningar

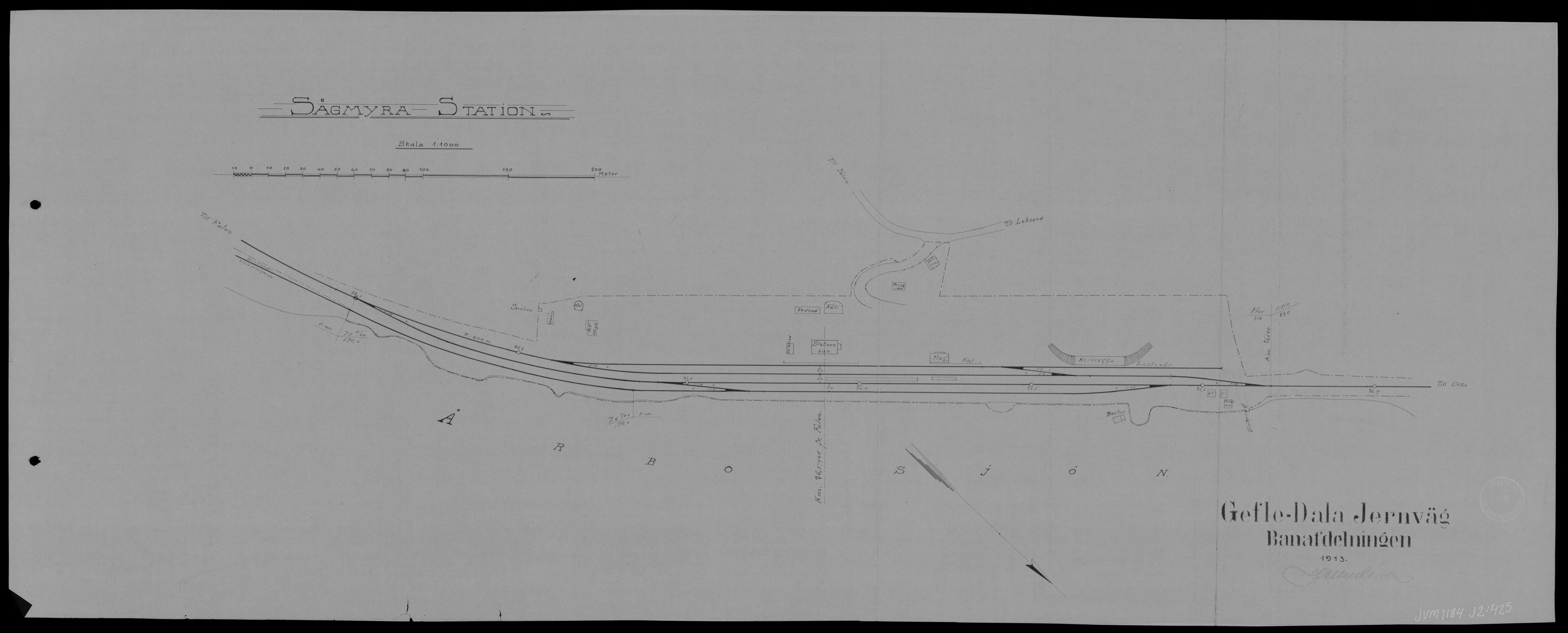
Sågmyra station bangårdsritning 1913.

## Bilder

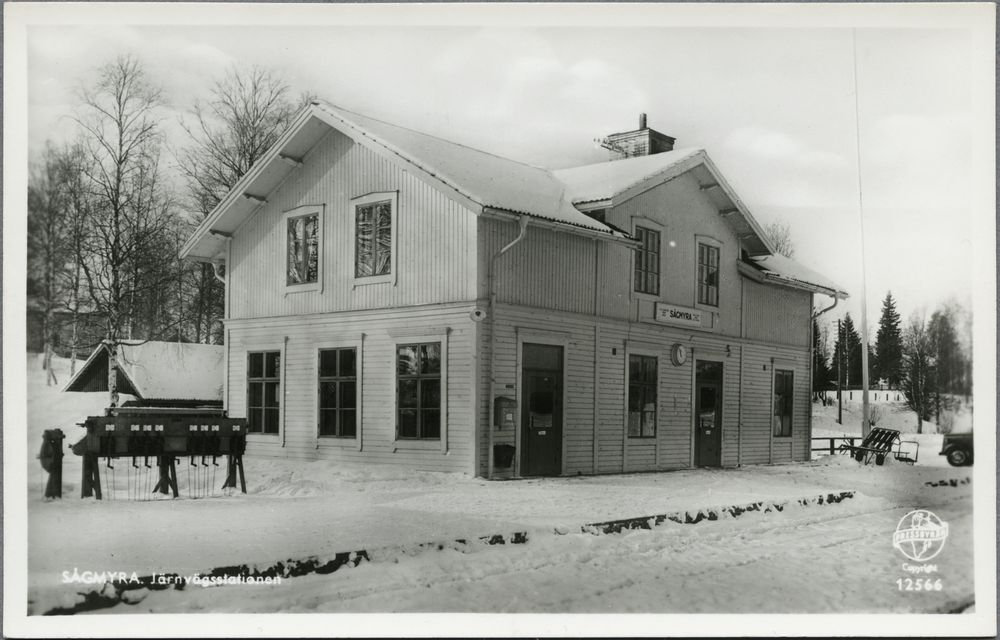
Såggmyra station 1940-tal.
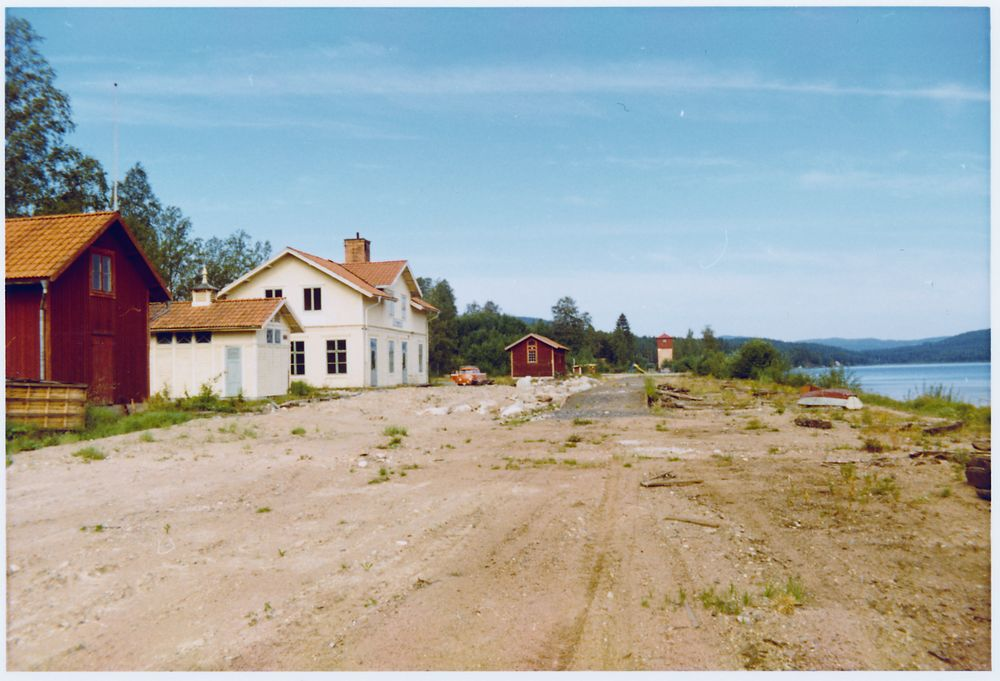
Sågmyra station cirka 1970 efter nedläggningen.